# طوماش باول
طوماش باول هو لاعب كرلنغ تشيكي، ولد في 3 أبريل 1988.

## وصلات خارجية
- طوماش باول على موقع الاتحاد الدولي للكرلنغ (الإنجليزية)
- طوماش باول على موقع اللجنة الأولمبية الدولية (الإنجليزية)
- طوماش باول على موقع أوليمبيديا (الإنجليزية)
- طوماش باول على موقع اللجنة الأولمبية التشيكية (التشيكية)